# Chaetorellia australis
Chaetorellia australis är en tvåvingeart som beskrevs av Erich Martin Hering 1940. Chaetorellia australis ingår i släktet Chaetorellia och familjen borrflugor. Inga underarter finns listade i Catalogue of Life.